# Cijfer
Een cijfer is een enkelvoudig symbool waarmee een telbaar aantal wordt aangeduid. De westerse cijfers van het decimale talstelsel zijn:
0 1 2 3 4 5 6 7 8 9
Ze worden Arabische cijfers genoemd, maar komen oorspronkelijk uit India uit het Brahmischrift. De wetenschappers in de moslimwereld, die hun werken in het Arabisch schreven, hebben ze van daar overgenomen. Een van hen was Mohammed ibn Moesa al-Chwarizmi, een Perzische wetenschapper. De vorm van de westerse cijfers is ontstaan in Noord-Afrika.
Een methode van encryptie wordt ook een cijfer genoemd.

## Etymologie
Het woord cijfer komt van het Arabische sifr (صفر) dat "nul, of leeg" betekent en dat zelf een leenvertaling is van het Sanskriet sunya, dat leeg of niets betekent. Via het Italiaanse zefiro ontstond daaruit zero in modern Engels en een aantal Romaanse talen, in het Spaans cero. Via het Spaans werd het cifra, daarna chiffre in modern Frans, cifră in het Roemeens en cipher in modern Engels.

## Getal
Een getal kan worden weergegeven met een of meer cijfers. Het getal 21 bijvoorbeeld wordt weergegeven met de cijfers 2 en 1. In de systematiek van het tientallige, eigenlijk: tiencijferige, positiestelsel bepaalt de positie van een cijfer in het getal de waarde. In dit voorbeeld komt de 2 door zijn positie overeen met 20. In het getal 201 komt de 2 overeen met 200.

## Nummer
Cijfers zijn oorspronkelijk bedoeld om aantallen, kardinaalgetallen en rangnummers of ordinaalgetallen weer te geven, maar worden ook gebruikt in nummers of andere cijferreeksen, bijvoorbeeld telefoonnummers, bankrekeningnummers, pin- en slotcodes en (delen van) postcodes.
Ten onrechte wordt het woord 'cijfer' wel gebruikt in plaats van 'nummer' of 'getal'. Zo kan men het schoolcijfer 10 strikt genomen geen cijfer noemen, het is een getal dat bestaat uit twee cijfers. In de Nederlandse verkeerswetgeving (RVV) stond dat "een maximumsnelheid wordt aangeduid door het cijfer op het bord", terwijl er in bijna alle gevallen een getal op het bord staat dat bestaat uit twee of drie cijfers.

## Andere talstelsels
Er zijn andere talstelsels mogelijk die van meer of van minder cijfers gebruikmaken. Het decimale of tientallige stelsel maakt gebruik van de hierboven genoemde 10 cijfers. Het hexadecimale stelsel heeft 16 cijfers nodig en daarom zijn de tien decimale cijfers uitgebreid met A, B, C, D, E en F. Dat zijn in deze context dus geen letters maar cijfers. Om het binaire talstelsel, zoals dat in computersystemen wordt gebruikt, weer te geven, gebruikt men maar twee cijfers: 0 en 1.

## Andere cijfers
| Europees                               | 0 | 1 | 2 | 3 | 4 | 5 | 6 | 7 | 8 | 9 |
| -------------------------------------- | - | - | - | - | - | - | - | - | - | - |
| Arabisch-Indisch                       | ٠ | ١ | ٢ | ٣ | ٤ | ٥ | ٦ | ٧ | ٨ | ٩ |
| Oost Arabisch-Indisch Perzisch en Urdu | ۰ | ۱ | ۲ | ۳ | ۴ | ۵ | ۶ | ۷ | ۸ | ۹ |
| Devanagari Hindi                       | ० | १ | २ | ३ | ४ | ५ | ६ | ७ | ८ | ९ |
| Tamil                                  |   | ௧ | ௨ | ௩ | ௪ | ௫ | ௬ | ௭ | ௮ | ௯ |

## Staafjes
De stokcijfers zijn de geschreven vorm van de telstokjes die gebruikt werden door Chinese en Japanse wiskundigen. Ze vormen een decimaal positiestelsel, dat behalve nul ook negatieve getallen weergeeft. De telstokjes waren er eerder dan de Arabisch-Indische cijfers. De Suzhoucijfers zijn varianten op de stokcijfers.
| 0  | 1  | 2  | 3  | 4  | 5  | 6  | 7  | 8  | 9  |
| -- | -- | -- | -- | -- | -- | -- | -- | -- | -- |
|    |    |    |    |    |    |    |    |    |    |
| −0 | −1 | −2 | −3 | −4 | −5 | −6 | −7 | −8 | −9 |
|    |    |    |    |    |    |    |    |    |    |

## Chinese cijfers
4000 jaar geleden hadden de Chinezen al een decimaal stelsel. Omdat de Chinese cijfers zo eenvoudig en gemakkelijk te vervalsen zijn, gebruikt men in de financiële wereld in China een andere, meer ingewikkelde schrijfwijze, die ook terug te vinden is op de bankbiljetten:
| Chinees            | 零   | 一 | 二 | 三  | 四 | 五 | 六  | 七 | 八 | 九  | 十  |
| Pinyin             | líng | yī | èr | sān | sì | wǔ | liù | qī | bā | jiǔ | shí |
| Chinese bankwereld | 零   | 壹 | 贰 | 叁  | 肆 | 伍 | 陆  | 柒 | 捌 | 玖  | 拾  |
|                    | 0    | 1  | 2  | 3   | 4  | 5  | 6   | 7  | 8  | 9   | 10  |
Het vroegst bekende gebruik van de Indische cijfers is in een vertaling van Levinsita uit de 8ste eeuw.

## Romeinse cijfers
Men spreekt bij de Romeinse manier voor het noteren van getallen van Romeinse cijfers, waarmee in strikte zin de symbolen I, V, X, L, C, D en M worden bedoeld waarmee getallen genoteerd worden, maar soms ook de zo genoteerde getallen zelf.

## Arabische cijfers
De in de westerse wereld gebruikte cijfers worden Arabische cijfers genoemd, om ze te onderscheiden van de Romeinse cijfers. Deze benaming is verwarrend, want in Arabische landen zien de cijfers er anders uit. In de Arabische landen spreekt men over Indische cijfers. Wel wordt ook in Arabische landen het decimale positiestelsel gebruikt. Hoewel Arabisch van rechts naar links geschreven wordt, staan de cijfers binnen een getal in dezelfde volgorde als bij ons: de tientallen staan links van de eenheden, de honderdtallen links van de tientallen enzovoorts.

## Schoolcijfers
In het onderwijs wordt ook kort gesproken van cijfers als men schoolcijfers bedoelt: beoordelingen van de geleverde prestatie uitgedrukt in een getal, een letter of een ander symbool. De cesuur van 50% daarbij is (schaal 1–10) 5,5 of C (schaal A+–E): behaalde scores 6− en C zijn net voldoende, scores 6 en C+ zijn voldoende.

## Woorden die eindigen op -cijfer
De Nederlandse taal heeft een groot aantal woorden die eindigen op -cijfer. Bij het merendeel daarvan heeft 'cijfer' niet de letterlijke betekenis (0, 1, ..., 9), maar aantal, percentage, index, fractie (deel van iets), vermenigvuldigingsfactor, ...
Voorbeelden van die woorden zijn: geboorte- en sterftecijfer, immi- en emigratiecijfer, exportcijfer, groeicijfer, vruchtbaarheidscijfer, indexcijfer, kijkcijfer, opkomstcijfer, verkoopcijfer, ziektecijfer.
In zegswijzen als "uit de cijfers blijkt", "de cijfers zeggen", "het bedrijf in cijfers", "de cijfers over ..." is (bijna) altijd een cijfer met een betekenis bedoeld als in bovenstaand rijtje.